# Partito Comunista del Nepal (marxista)
Il Partito Comunista del Nepal (marxista) è un partito comunista del Nepal.
Inizialmente, il Partito Comunista del Nepal (marxista) fu fondato dal PC di Manmohan Adhikari e dal PC di Pushpa Lal nel 1987 a seguito dell'unificazione dei due gruppi. Il Partito assunse il marxismo come propria linea ideologica (un unicum fra i partiti comunisti nepalesi, perlopiù marxisti-leninisti e/o maoisti) e si legò strettamente al Partito Comunista d'India (Marxista), imitandone le posizioni moderate e pragmatiche.
In seguito, fondò ed egemonizzò il Centro Sindacale del Nepal e l'Unione degli Studenti Progressisti del Nepal.
Il PCN(m) partecipò alle rivolte del 1990 contro la monarchia e si unì al Fronte Unito della Sinistra. A seguito di questi eventi strinse saldi rapporti col Partito Comunista del Nepal (marxista-leninista), con il quale si unì nel 1991 formando il Partito Comunista del Nepal (marxista-leninista unificato).
Il 1º novembre dello stesso anno, un gruppo di marxisti guidato da Prabhunaryan Chaudhary ricostituì il Partito nominandolo Partito Comunista del Nepal (15 settembre 1949) (per sottolineare l'eredità dell'originario PCN), ma tornò a chiamarsi Partito Comunista del Nepal (marxista) nel 1992.
Partecipò alle elezioni del 1994 e del 1999, ottenendo rispettivamente lo 0,39% e lo 0.094% dei voti. Il 6 aprile, a seguito di queste sconfitte, un cospicuo numero di militanti abbandonò il PCN(m) e si unì all'UML.
Nel 2005, il PCN(m) si unì con il Partito Comunista del Nepal (unito) per formare il Partito Comunista del Nepal (marxista unito).